# Vlag van De Steeg

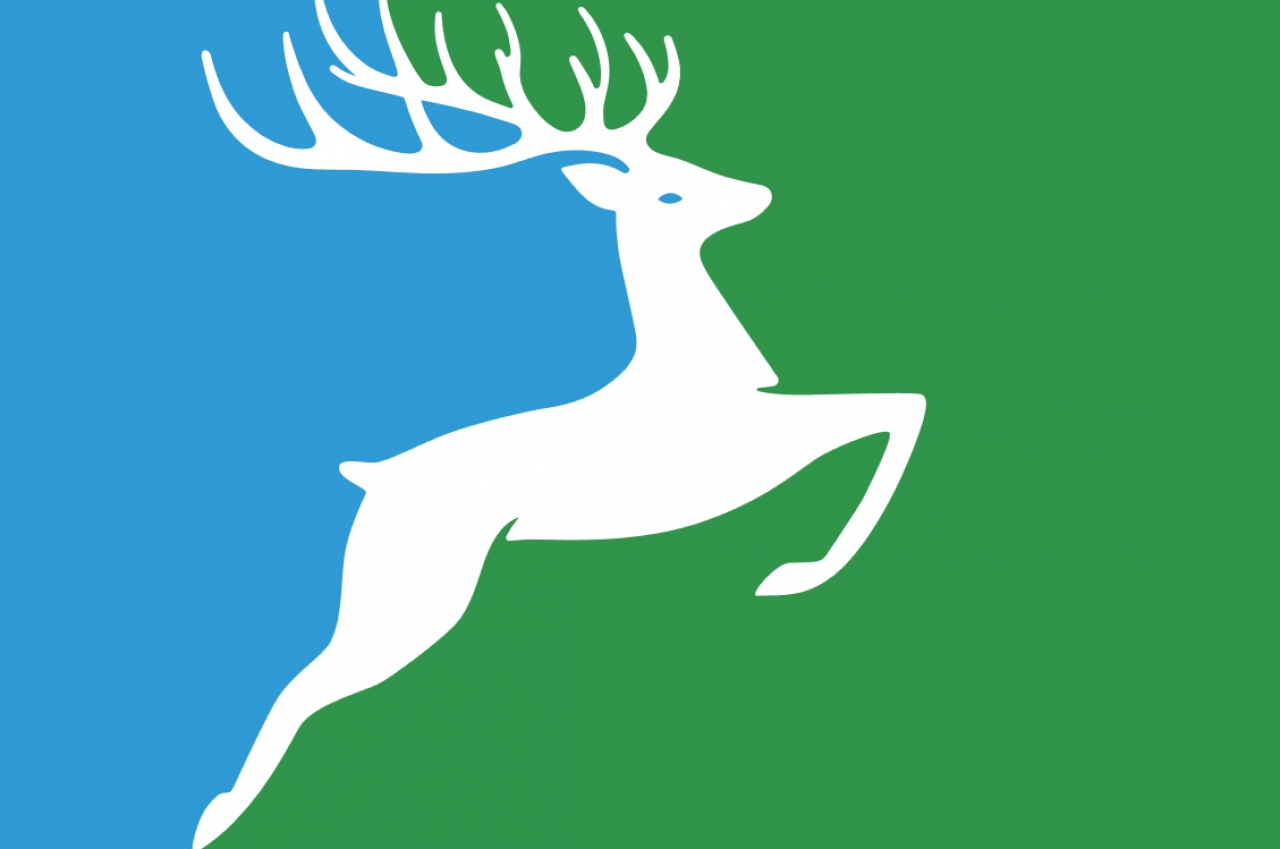
Vlag van De Steeg (ratio 9:16)

De vlag van De Steeg is de dorpsvlag van het Gelderse dorp De Steeg en werd tijdens de viering van Koningsdag, op 26 april 2025 onthuld door de burgemeester van de gemeente Rheden in het dorp na het organiseren van een ontwerpwedstrijd. Het winnende ontwerp is van Ronald Sterk. Het was een van de zestien ontwerpen waarop werd gestemd, en won met 98 van de in totaal 447 uitgebrachte stemmen.
De ontwerper van de vlag betreft de volgende symboliek:
De Steeg ligt tussen boom en stroom - tussen de Veluwe en de IJssel. De groene kleur verwijst naar de bossen, het blauw naar het stromende water. Het hert, dat iedere Stegenees ongetwijfeld wel eens in het echt heeft gezien, springt enthousiast naar voren. Dat symboliseert ons bruisende dorp en de mooie toekomst die voor ons ligt.— Ronald Sterk
De vlag toont wit springend hert in het midden achter tweekleurige veld; blauw (links) en groen. Het groen staat voor de Veluwse bossen en het blauw voor de IJssel. Het springende hert symboliseert het dorp, kijkend naar een veelbelovende toekomst.
Acquoy
· Beekbergen-Lieren
· Beemte Broekland
· Bemmel
· Bennekom
· Bredevoort
· De Steeg
· Deil
· Doornenburg
· Ederveen
· Elden
· Emst
· Enspijk
· Epse
· Gameren
· Gellicum
· Groenlo
· Harskamp
· Herwijnen
· Heukelum
· Heveadorp
· Hoenderloo
· Kerkdriel
· Klarenbeek
· Kootwijkerbroek
· Laag-Keppel
· Laag-Soeren
· Lathum
· Leuvenum
· Loenen
· Loil
· Meteren
· Netterden
· Oosterhuizen
· Radio Kootwijk
· Rumpt
· Schaarsbergen
· Spijk
· Stroe
· Teuge
· Uddel
· Ugchelen
· Vaassen
· Vierhouten
· Voorthuizen
· Vredenburg/Kronenburg